# Ligne claire

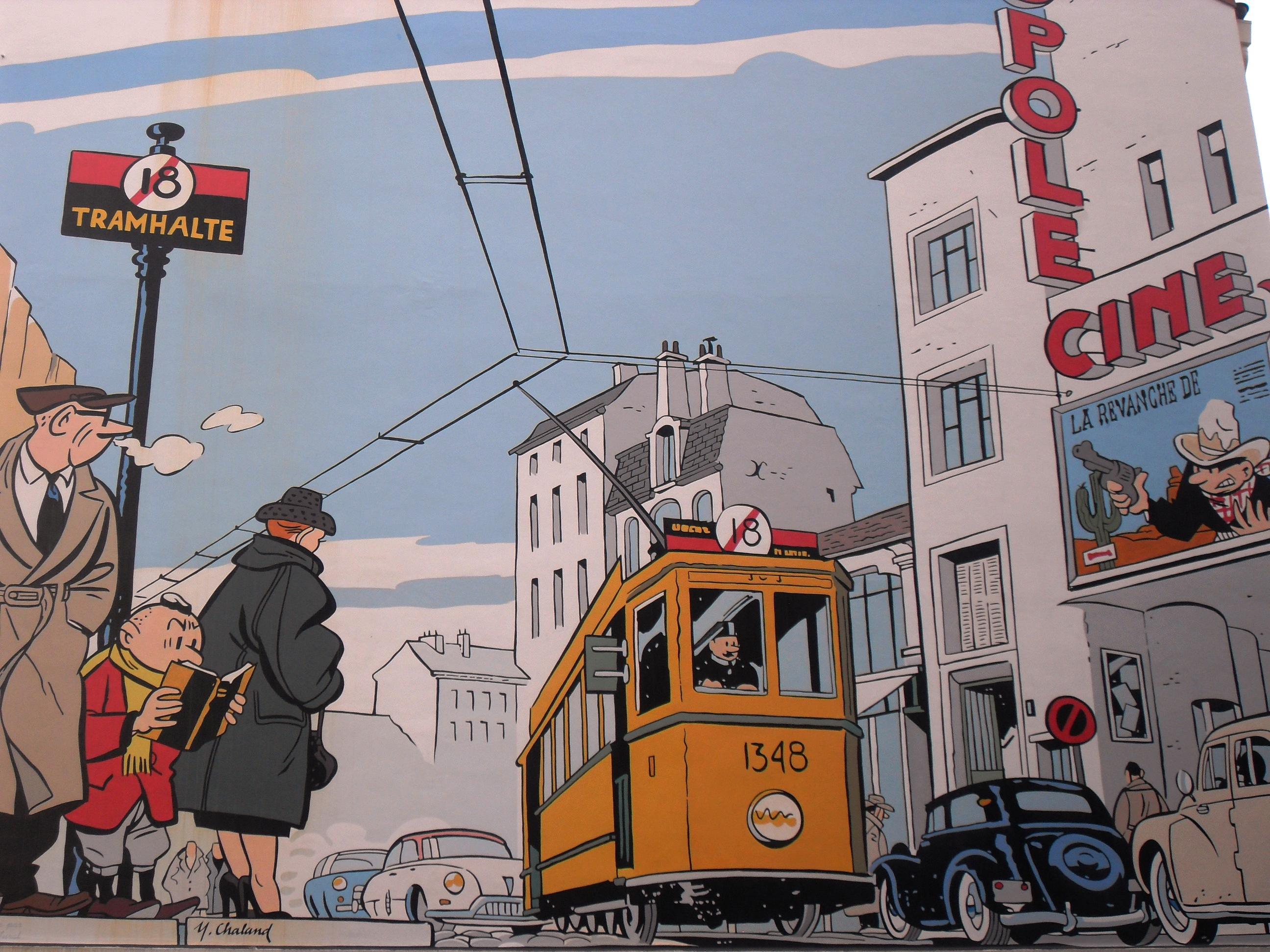
Yves Chaland: Le jeune Albert

Ligne claire (em português, linha clara) é um estilo de desenho usado em banda desenhada, cujos pioneiros foram o francês Alain Saint-Ogan e o belga Hergé, criador das Aventuras de Tintim.
Hergé começou a desenhar em um estilo influenciado provavelmente por artistas estadunidenses da banda desenhada dos final dos anos 20 e dos anos 30, tais como Gluyas Williams e George McManus.
É um estilo de desenho que utiliza linhas fortes que têm a mesma espessura e importância, em vez de ser usado para enfatizar determinados objetos ou ser utilizada para sombreamento (por essa razão, às vezes, é também chamada de democracia de linhas). Além disso, o estilo freqüentemente apresenta cores fortes e uma combinação de personagens contra um cenário realista. O uso de sombras é esparsa e todos os elementos de um painel são claramente delineados com linhas pretas. O nome foi cunhado por Joost Swarte em 1977.
A linha clara teve como concorrente a "escola de Marcinelle", defendida pelos artistas do Jornal Spirou.